# NK Pazinka Pazin
NK Pazinka Pazin ist ein Fußballverein aus Pazin in Kroatien. Derzeit nimmt er am Spielbetrieb der vierten kroatischen Liga teil. Der bekannteste ehemalige Spieler des Vereins ist Dado Pršo.

## Geschichte
Gegründet wurde der Verein im Jahre 1948 als Sportsko društvo Pazin (dt. Sportkameradschaft Pazin). Einhergehend mit einer engen Anbindung an die Textilindustrie Pazins erfolgte die Umbenennung in den heutigen Namen am 15. September 1970. 
Pazinka Pazin war in der Spielzeit 1991/92 Gründungsmitglied der zweiten kroatischen Liga und spielte von 1992 bis 1994 in der 1. HNL. Nach dem Abstieg in die dritte Liga im Jahre 1998 führte der Weg zwischenzeitlich bis in die Sechstklassigkeit, bevor durch zwei aufeinander folgende Aufstiege 2007 und 2008 die vierte Liga erreicht wurde.